# Monteiro Lobato
Monteiro Lobato, all'anagrafe José Bento Renato Monteiro Lobato (Taubaté, 18 aprile 1882 – San Paolo, 4 luglio 1948), è stato uno scrittore, editore, traduttore, pittore, industriale, addetto commerciale del Brasile negli Stati Uniti d'America, politico e organizzatore culturale brasiliano, noto per le sue opere ispirate alle tradizioni popolari e, in particolare, per aver creato il personaggio di Jeca Tatu.

## Biografia
Cresciuto in campagna, si laureò in legge all'Universidade de São Paulo nel 1904 ed esercitò per qualche tempo la professione di avvocato a Taubaté sia pure con scarso entusiasmo. Già durante il periodo degli studi universitari aveva frequentato circoli intellettuali e collaborato a giornali con testi e disegni. Nel 1907 si trasferì nella cittadina di Areias, dove lavorò in magistratura come pubblico ministero; l'anno successivo sposò Maria Pureza dalla quale ebbe tre figli.
Durante la permanenza ad Areias si dedicò con maggior impegno alla letteratura e al giornalismo, facendo traduzioni in lingua portoghese di opere straniere inedite e scrivendo articoli per giornali quali la Tribuna de Santos di San Paolo, la Gazeta de Notícias di Rio de Janeiro, o articoli con illustrazioni fatte dallo stesso Monteiro, per la rivista Fon-Fon.
Nel 1911 ereditò dal nonno materno, José Francisco Monteiro visconte di Tremembé, la Fazenda Buquira, la fattoria di dove aveva trascorso la sua infanzia. Lo stesso anno si trasferì in campagna, a Tremembé, con tutta la famiglia dedicandosi alla gestione della fattoria, cercando introdurre tecniche moderne ed efficaci nell'agricoltura e nell'allevamento. Aprì inoltre anche una scuola privata.

## Accuse di razzismo
Monteiro Lobato, dopo la sua morte, è stato accusato di razzismo a causa della rappresentazione dei neri in molte delle sue opere. Nel 2010, un educatore brasiliano ha tentato di far bandire legalmente "Caçadas de Pedrinho" dalle scuole medie brasiliane per la narrativa prevenuta e i termini contenuti nel romanzo. Ad esempio, Lobato descrive zia Nastácia (una mulatta), che si arrampica "sul palo di San Pietro come una vecchia scimmia", oppure: "nessuno sfuggirebbe" all'attacco dei giaguari, "neanche zia Nastácia, di carne nera".
Secondo un'analisi accademica dell'Istituto di ricerca e studi sociali dell'Università statale di Rio de Janeiro Monteiro Lobato era un "razzista pericolosamente influente che lavorava nell'area scolastica". L'analisi fa anche riferimento a una lettera che Lobato aveva inviato a Toledo Neiva dove si lamentava di "un paese [ Brasile] dove gli uomini non hanno abbastanza forza per organizzare un Ku Klux Klan", e lo confrontava con gli Stati Uniti citando André Siegfried, "...contento che non siano un secondo Brasile. Un giorno, giustizia sarà resa al Ku Klux Klan..."

## Opere

### Opere per l'infanzia
- 1920 - A menina do narizinho arrebitado
- 1921 - Fábulas de Narizinho
- 1921 - Narizinho arrebitado
- 1921 - O Saci
- 1922 - Fábulas
- 1922 - O marquês de Rabicó
- 1924 - A caçada da onça
- 1924 - Jeca Tatuzinho
- 1924 - O noivado de Narizinho
- 1927 - As aventuras de Hans Staden
- 1928 - A cara de coruja
- 1928 - Aventuras do príncipe
- 1928 - O Gato Félix
- 1929 - O circo de escavalinho
- 1929 - O irmão de Pinóquio
- 1930 - A pena de papagaio
- 1930 - Peter Pan
- 1931 - O pó de pirlimpimpim
- 1931 - Reinações de Narizinho
- 1932 - Viagem ao céu
- 1933 - Caçadas de Pedrinho
- 1933 - História do mundo para as crianças
- 1933 - Novas reinações de Narizinho
- 1934 - Emília no país da gramática
- 1935 - Aritmética da Emília
- 1935 - Geografia de Dona Benta
- 1935 - História das invenções
- 1936 - Dom Quixote das crianças
- 1936 - Memórias da Emília
- 1937 - Histórias de Tia Nastácia
- 1937 - O poço do Visconde
- 1937 - Serões de Dona Benta
- 1938 - O museu da Emília
- 1939 - O minotauro
- 1939 - O Picapau Amarelo
- 1941 - A reforma da natureza
- 1942 - A chave do tamanho
- 1944 - Os doze trabalhos de Hércules(due volumi)
- 1947 - Histórias diversas

### Opere per gli adulti
- 1918 - O Saci Pererê: resultado de um inquérito
- 1918 - Urupês
- 1918 - Problema vital
- 1919 - Cidades mortas
- 1919 - Ideias de Jeca Tatu
- 1920 - Negrinha
- 1921 - A onda verde
- 1923 - O macaco que se fez homem
- 1923 - Mundo da lua
- 1923 - Contos escolhidos
- 1924 - O garimpeiro do Rio das Garças
- 1926 - O choque
- 1927 - Mr. Slang e o Brasil
- 1931 - Ferro
- 1932 - América
- 1933 - Na antevéspera
- 1935 - Contos leves
- 1936 - O escândalo do petróleo
- 1940 - Contos pesados
- 1941 - O espanto das gentes
- 1943 - Urupês, outros contos e coisas
- 1944 - A barca de Gleyre
- 1947 - Zé Brasil
- 1947 - Prefácios e entrevistas
- 1948 - Literatura do minarete
- 1948 - Conferências, artigos e crônicas
- 1948 - Cartas escolhidas
- 1948 - Críticas e outras notas
- 1948 - Cartas de amor

### Edizioni in lingua italiana
- Il presidente nero : romanzo; traduzione di Marcello Sacco, Nardò : Controluce, 2008
- Nasino; Traduzione dal portoghese di Anna Bovero, Illustrazioni di Vincenzo Nicoletti, Torino : Ed. Eclettica, 1945
- Nasino; traduzione di Giuliano Macchi, Firenze : Giunti Marzocco, 1979